# Freerk Fontein (1924-1995)
Freerk Fontein (Harlingen, 2 maart 1924 – Naarden, 30 juni 1995) was een Nederlands politicus van de VVD.
Hij werd geboren in Harlingen als zoon van houthandelaar Scato Fontein en Johanna Hermina Marmelstein. Toen Freerk 9 jaar oud was, verhuisde het gezin naar Amsterdam. In hetzelfde jaar scheidden zijn ouders en verhuisde hij met zijn moeder en zus Margaret binnen Amsterdam naar een ander adres. Zijn vader keert terug naar Harlingen. 
In de Tweede Wereldoorlog werd hij in augustus 1943 tewerkgesteld in Berlijn.  Na de oorlog vertrok hij in 1947 naar Nederlands-Indië waar hij als militair actief was.
Terug in Amsterdam is hij in 1954 afgestudeerd in de rechten en datzelfde jaar trad hij in dienst bij het ministerie van Sociale Zaken in Den Haag waar hij terechtkwam bij de Directie voor de Emigratie. Voor die directie was hij van 1959 tot 1965 gestationeerd in Washington waarna hij in de rang van referendaris bij die directie weer in Den Haag werkzaam was. In juni 1966 werd Fontein benoemd tot burgemeester van de Drentse gemeente Dalen. In 1972 volgde zijn benoeming tot burgemeester van Huizen wat hij tot zijn vervroegde pensionering begin 1987 zou blijven. Midden 1995 overleed Fontein op 71-jarige leeftijd. In Huizen is de Burgemeester Fonteinlaan naar hem vernoemd.